# 대한민국 형법 제292조
대한민국 형법 제292조는 약취, 유인, 매매, 이송된 사람의 수수·은닉 등에 대한 형법각칙의 조문이다. 미수범을 처벌하며 대한민국 영역 밖에서 죄를 범한 외국인에게도 적용한다.

## 조문
제292조(약취, 유인, 매매, 이송된 사람의 수수·은닉 등) ① 제287조부터 제289조까지의 죄로 약취, 유인, 매매 또는 이송된 사람을 수수(授受) 또는 은닉한 사람은 7년 이하의 징역에 처한다.
② 제287조부터 제289조까지의 죄를 범할 목적으로 사람을 모집, 운송, 전달한 사람도 제1항과 동일한 형으로 처벌한다.
[전문개정 2013.4.5]

## 참고 문헌
- 김재윤(학원인), 손동권 저, 새로운 형법각론, 율곡출판사, 2013. ISBN 9788997428342

## 같이 보기
- 손괴죄
- 대한민국 형법 제346조

1. ↑  대한민국 형법 제296조의2